# Pârâul Hadera
Pârâul Hadera (în ebraică נחל חדרה, transliterat: Nahal Hadera), cunoscut și sub numele de Nahr Mufjir (în arabă نهر المفجر) și anterior, ca Nahr Akhdar (în arabă نهر الأخضر, transliterat: râul Verde), este un curs de apă sezonier în Israel.
Cruciații l-au numit „Râul Mort” datorită caracterului său lent.
Pârâul Hadera curge din zonele muntoase din nord Cisiordania și se varsă în Marea Mediterană la Hadera. Parcul acvatic Hadera, situat între Givat Olga și centrala electrică, este un parc de 750 de dunami care deține un pârâu lat de 40 de metri, cu o promenadă lungă de 1,3 km. Se construiește un baraj acolo unde parcul acvatic se întâlnește cu Autostrada de coastă și ar trebui să împiedice ca tronsonul reabilitat al pârâului să fie poluat cu apă chiar din cursul de apă.